# Hugo Tetrode
Hugo Martin Tetrode (Amsterdam, 7 de março de 1895 — Amstelveen, 18 de janeiro de 1931) foi um físico neerlandês.
Contribuiu principalmente com a física estatística e mecânica quântica.
Desenvolveu e equação de Sackur–Tetrode, expressão em mecânica quântica da entropia de um gás ideal.
Residente em Amsterdam, correspondeu-se com Albert Einstein, Hendrik Lorentz e Paul Ehrenfest sobre mecânica quântica, publicando diversos artigos clássicos no Zeitschrift für Physik.

## Vida
Membro da rica e influente família Tetrode, foi o mais velho dos três filhos de Pieter Johan Conrad Tetrode, diretor do De Nederlandsche Bank de 1919 a 1934. Tetrode nasceu na Verlengde Vondelstraat 14, na época Nieuwer-Amstel e atualmente Vondelstraat 138 em Amsterdam. Quando criança morou às margens dos canais de Amsterdam, na Keizersgracht 573 e Herengracht 526.
Tetrode foi para a Alemanha em 1911 a fim de estudar matemática, física e química na Universidade de Leipzig, mas retornou a Amsterdam um ano depois. Em 1912, então com 17 anos de idade, publicou seu primeiro artigo no Annalen der Physik.
Tetrode morreu solteiro, com 35 anos de idade, após contrair tuberculose.

## Publicações
- Die chemische Konstante der Gase und das elementare Wirkungsquantum, Annalen der Physik 38 (1912) 434-442, correctie Berichtigung zu meiner Arbeit: Die chemische Konstante der Gase und das elementare Wirkungsquantum in nr. 39 (1912) 255-256 [1]
- Bemerkungen über die Energieeinhalt einatomiger Gase und über die Quantentheorie für Flüssigkeiten, Physikalische Zeitschrift 14 (1913) 212
- Theoretical determination of the entropy constant of gases and liquids, Proc. Sect. Sci. Koninklijke Nederlandse Akademie Wet. Ser. B 17 (1914/1915) 1167-1184[2]
- Über den Wirkungszusammenhang der Welt. Eine Erweiterung der Klassischen Dynamik, Zeitschrift für Physik 10 (1922) 317-328 [3]
- Der Impuls-Energiesatz in der Diracschen Quantentheorie des Elektrons, Zeitschrift für Physik 49 (1928) 858-864[4]
- Allgemein-relativistische Quantentheorie des Elektrons, Zeitschrift für Physik 50 (1928) 336-346[5]